# Carlo Maria Bonaparte
Carlo Maria Bonaparte, (Ajaccio, 29. ožujka 1746. – Montpellier, 24. veljače 1785.), francuski pravnik i činovnik. 
Odvjetak je obitelji Bonaparte koja se početkom 16. stoljeća preselila iz Toskane na Korziku.
U početku se borio protiv francuske okupacije Korzike, od 1768. do 1769. godine. Na posljetku popušta, te Francuska preuzima vlast nad Korzikom. Francuzi su ga imenovali upravnikom Korzike. Godine 1777. otputovao je u Pariz kao predstavnik korzičkog plemstva, a 1778. godine postaje predstavnik Korzike. Godine 1764. oženio se s Marijom Leticijom Ramolino, s kojom je imao pet sinova i tri kćeri. Među njihovom djecom najpoznatiji je Napoleon I., budući francuski car.

## Vanjske poveznice
- Carlo Maria Buonaparte - Britannica Online (engl.)